# أرني مورتون
أرني مورتون (بالإنجليزية: Arnie Morton)‏ هو صاحب مطعم أمريكي، ولد في 1922 في شيكاغو في الولايات المتحدة، وتوفي في 28 مايو 2005 في ديرفيلد في الولايات المتحدة بسبب مرض آلزهايمر.